# Colli Euganei bianco secco spumante
Il Colli Euganei bianco secco spumante est un vin effervescent blanc sec italien de la région Vénétie doté d'une appellation DOC depuis le 16 août 1995. Seuls ont droit à la DOC les vins blancs récoltés à l'intérieur de l'aire de production définie par décret. 

## Aire de production
Les vignobles autorisés se situent en province de Padoue dans les communes de Arquà Petrarca, Galzignano Terme, Torreglia et en partie dans les communes de Abano Terme, Montegrotto Terme, Battaglia Terme, Due Carrare (San Giorgio), Monselice, Baone, Este, Cinto Euganeo, Lozzo Atestino, Vò, Rovolon, Cervarese Santa Croce, Teolo et Selvazzano Dentro dans les Monts Euganéens. Le vignoble Bagnoli di Sopra est à quelques kilomètres. La région est située au sud-ouest de Padoue. La superficie plantée de vignes est de 1 300 hectares.
Voir aussi l’article Colli Euganei bianco et Colli Euganei bianco spumante.

## Caractéristiques organoleptiques
- couleur : jaune paille
- odeur : vineux, agréable, caractéristique,
- saveur : sec, fin, velouté

Le Colli Euganei bianco secco spumante se déguste à une température de 6 - 8 °C et se boit jeune

## Production
Province, saison, volume en hectolitres :
- pas de données disponibles